# Don Alias
Charles 'Don' Alias (New York, 25 december 1939 – aldaar, 28 maart 2006) was een Amerikaanse jazzpercussionist die vooral conga en handtrommel speelde. Hij werd het meest bekend door zijn werk met Miles Davis en David Sanborn en speelde mee op honderden opnames.

## Biografie
Alias groeide op in Harlem. Hij bezocht Cannon College en studeerde medicijnen aan Carnegie Institute for Biochemistry in Boston. Nadat hij in verschillende lokale groepen conga speelde, besloot hij voor de muziek te kiezen. In Boston speelde hij samen met Tony Williams, Chick Corea en Bill Fitch. Zijn eerste professionele baan als musicus was bij de bigband van Dizzy Gillespie, in 1957. Hij was lid van de salsaband Los Muchachos, daarna werkte hij bij Nina Simone. Eind jaren zestig werkte hij samen met Miles Davis. Hij speelde drums op het nummer "Miles Runs the Voodoo Down" op diens album Bitches Brew, toen noch Lenny White noch Jack DeJohnette in staat bleken het marching band-ritme te spelen dat Davis voor ogen had. In 1989 werkte Alias ook mee aan Davis' plaat "Amandla".
Halverwege de jaren zeventig werkte Alias kort bij Weather Report en Blood, Sweat & Tears. In de jaren tachtig ging hij samenwerken met Sanborn. Tevens speelde hij in zijn loopbaan samen met musici als Jeremy Steig, Mongo Santamaria, Joni Mitchell, Herbie Hancock, de Brecker Brothers, Jaco Pastorius, Pat Metheny en Sting.
Alias leidde ook eigen groepen: het trio Stone Alliance waarmee hij ook in Amsterdam heeft gespeeld (in 2004) en Kebekwa.

## Discografie (selectie)

### Als 'sideman'
met Philip Bailey
- Soul on Jazz (Heads Up International, 2002)

met Carla Bley
- Sextet (Watt, 1986–87)
- Fleur Carnivore (Watt, 1988)
- The Very Big Carla Bley Band (Watt, 1990)
- Looking for America (Watt, 2002)

met Uri Caine
- Toys (JMT, 1996)

met Miles Davis
- Bitches Brew (Columbia, 1970)
- On the Corner (Columbia, 1972)
- Amandla (Warner Bros., 1989)
- Miles Davis at Newport 1955-1975: The Bootleg Series Vol. 4 (Columbia Legacy, 2015)

met Bob Mintzer
- One Music (DMP, 1991)

met Jack DeJohnette
- Oneness (ECM, 1997)

met Joe Farrell
- Penny Arcade (CTI, 1973)

met Dan Fogelberg
- The Innocent Age (Full Moon, 1981)

met Bill Frisell
- Unspeakable (Elektra Nonesuch, 2004)

met Hal Galper
- The Guerilla Band (Mainstream, 1971)

met Kenny Garrett
- Black Hope (Warner Bros, 1992)

met Herbie Hancock
- The New Standard (Verve, 1996)

met Elvin Jones
- Merry-Go-Round (Blue Note, 1971)

met Dave Liebman
- Sweet Hands (Horizon, 1975)

met Joe Lovano
- Tenor Legacy (Blue Note, 1993)

met Joni Mitchell
- Don Juan's Reckless Daughter (Asylum, 1977)
- Mingus (Asylum, 1979)
- Shadows and Light (Asylum, 1980)

met Jaco Pastorius
- Jaco Pastorius (Epic, 1976)
- Word of Mouth (Warner Bros., 1980–81)

met Carlos Santana en John McLaughlin
- Love Devotion Surrender (Columbia, 1973)

met Lalo Schifrin
- Black Widow (CTI, 1976)

met Nina Simone
- To Love Somebody (RCA, 1969)

met Ira Sullivan
- Ira Sullivan (Horizon, 1976)

met Steve Swallow
- Carla (Xtra Watt, 1987)
- Swallow (Xtra Watt, 1991)

met James Taylor
- New Moon Shine (Columbia, 1991)

met Weather Report
- Weather Report (Columbia, 1971)
- Black Market (Columbia, 1976)

met Lou Reed
- Ecstasy (Sire, 2000)

met Pat Metheny Group
met Don Grolnick Group
- The Complete London Concert (Fuzzy Music, 2000)
- Medianoche (1995)